# Verenigde Senioren Partij

Logo der Partei

Die Verenigde Senioren Partij (kurz VSP, deutsch Vereinigte Senioren Partei) ist eine niederländische Partei, die sich für die Belange älterer Menschen einsetzt. Der Parteivorsitzende ist Herman Troost.

## Geschichte
Die VSP entstand am 15. Dezember 2001 durch eine Fusion der beiden Seniorenparteien „Algemene Senioren Partij“ (ASP) und „Ouderenunie“. Unter ihrem alten Namen „Unie 55+“ war es der Ouderenunie gelungen bei den Parlamentswahlen von 1994 einen Sitz im niederländischen Unterhaus zu erlangen, bei den Wahlen von 1998 verlor sie diesen jedoch wieder. Schon kurz nach der Fusion kam es zu internen Auseinandersetzungen, die Ouderenunie existierte daraufhin wieder als eigenständige Partei, die bei den Wahlen von 2002 zusammen mit der Vrije Indische Partij eine gemeinsame Liste bildete, während die VSP unter dem neuen Namen fortbestand.
Erster Spitzenkandidat sollte ursprünglich der bekannte Radio- und Fernsehmoderator Wim Bosboom werden, doch er starb bereits im November 2001. Neue Spitzenkandidatin wurde Anneke Smit-Boerma, vormals bei Leefbaar Nederland, Hans Bos, vormals ASP, übernahm den Parteivorsitz. Bei den Parlamentswahlen von 2002 gelang jedoch nicht der Einzug ins Unterhaus. An den Neuwahlen von 2003 nahm die Partei nicht teil, 2004 übernahm Herman Troost den Parteivorsitz. Bei den Wahlen von 2006 schnitt die Partei deutlich schlechter als bei ihrem ersten Antritt ab.

## Parteiprogramm
Die Partei sieht sich keiner ideologischen Strömung zugehörig, sondern legt ihren Schwerpunkt naturgemäß auf Themen, die ältere Menschen im Allgemeinen betreffen. Die VSP spricht sich für die Schaffung des Amtes eines Ministers für Seniorenangelegenheiten aus. Die Betreuung älterer Menschen soll dadurch attraktiver gemacht werden, dass ein Verdienst von bis zu 5.000 Euro in diesem Bereich steuerfrei bleibt. Sterbehilfe wird bejaht, soll jedoch in Zweifelsfällen unter Kontrolle stehen. Die VSP spricht sich für einkommensabhängige Mieten aus, Privatisierungen um ihrer selbst willen werden abgelehnt.

## Ergebnisse bei nationalen Wahlen
| Jahr | Stimmen         | Prozent         | +/-             | Sitze           | +/-             |
| ---- | --------------- | --------------- | --------------- | --------------- | --------------- |
| 2002 | 39.005          | 0,4 %           |                 | 0               |                 |
| 2003 | Keine Teilnahme | Keine Teilnahme | Keine Teilnahme | Keine Teilnahme | Keine Teilnahme |
| 2006 | 12.522          | 0,1 %           |                 | 0               |                 |